# Маленькі люди з Кілані Вудс
Маленькі люди з Кілані Вудс (англ. The Little People of Killany Woods) — другий сегмент 14-го епізоду 1-го сезону телевізійного серіалу «Зона сутінків».

## Сюжет
Одного вечора до пабу «Kelly's» чимдуж прибігає чоловік на ім'я Лайам О'Шоґнессі, ірландець за походженням, та просить бармена Келлі, який також є власником закладу, налити йому міцного алкоголю. Спочатку бармен відмовляє чоловікові, посилаючись на те, що останній винен йому певну суму грошей, проте, піддавшись на вмовляння, йде на поступку. За чаркою О'Шоґнессі розповідає іншим відвідувачам, що бачив у місцевості Кілані Вудс дивних маленьких людей, що пересуваються у просторі на великих розмірів літаючій тарілці. Один з відвідувачів, Майк Малвані, урешті-решт не витримує та виганяє О'Шоґнессі з пабу, звинувативши його у брехні. Через деякий час Малвані помічає, як О'Шоґнессі з товарами виходить з крамниці О'Делла. Це викликає в нього подив, оскільки він знає, що у О'Шоґнессі нема грошей, а також те, що робочий час крамниці давно закінчився. Після нетривалої сварки Едді Донован, який працює продавцем у крамниці О'Делла, пускає до себе Малвані та розповідає, що О'Шоґнессі брав товари для таємничих «маленьких людей» з Кілані Вудс, та показує невеликий зливок золота, яким розплатився О'Шоґнессі. Малвані починає вважати продавця божевільним, однак приймає рішення віднайти «дивного» О'Шоґнессі, який до того ж і йому завинив певну грошову суму.
Наздогнавши О'Шоґнессі, Малвані починає вимагати в нього повернення боргу, зробивши висновок, що гроші у першого все-таки є. О'Шоґнессі починає тікати, а Малвані, переслідуючи його, опиняється врешті-решт у Кілані Вудс, де власними очима бачить тих самих маленьких людей, про яких казав О'Шоґнессі. Здивований до глибин душі, Малвані повертається до пабу, де розповідає барменові та всім присутнім про те, що недавно бачив на власні очі, однак відвідувачі, так само як і бармен, не вірять і йому. Наприкінці епізоду літаюча тарілка з маленькими людьми та О'Шоґнессі на борту покидає територію Кілані Вудс.

## Заключна оповідь
У прийдешні дні, коли люди потраплять до космосу, вони, звісно, відвідають одну невелику планету в далекій галактиці. Це дуже приємне місце, яке нічим не нагадує Землю, однак там у великій кількості росте деревій. Кажуть, що його приніс сюди Лайам О'Шоґнессі, мешканець Землі, що нині проживає в одному із зелених куточків зони сутінків.

## Цікавий факт
Епізод не має оповіді на початку.

## Ролі виконують
- Гамільтон Кемп — Лайам О'Шоґнессі
- Майкл Олдрідж — Майк Малвані
- Джеймс Скаллі — Келлі
- Тім Донаг'ю — Едді Донован
- Ентоні Палмер — МакҐінті
- Хел Лендон-молодший — О'Делл
- Пет Кроуфорд Браун — місіс Фіннеган

## Реліз
Прем'єрний показ епізоду відбувся у США та Великій Британії 3 січня 1986.